# Open Hand Monument

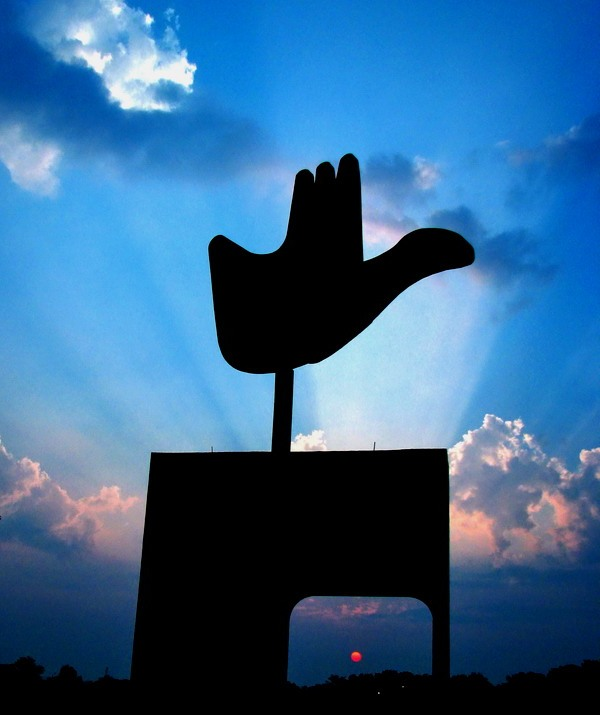
Open Hand Monument i Chandigarh, Indien.

Open Hand Monument är ett monument i staden Chandigarh, Indien. Det ritades av arkitekten Le Corbusier 1964 och förverkligades 1985. Det är emblemet och symbolen för regeringen i staden och symboliserar "handen som ger och tar, fred och välstånd, och sammanhållning av mänskligheten".